# 窄叶蚊母树
窄叶蚊母树（学名：Distylium dunnianum）为金缕梅科蚊母树属下的一个种。

## 扩展阅读
- 維基物種上的相關：窄叶蚊母树